# 824

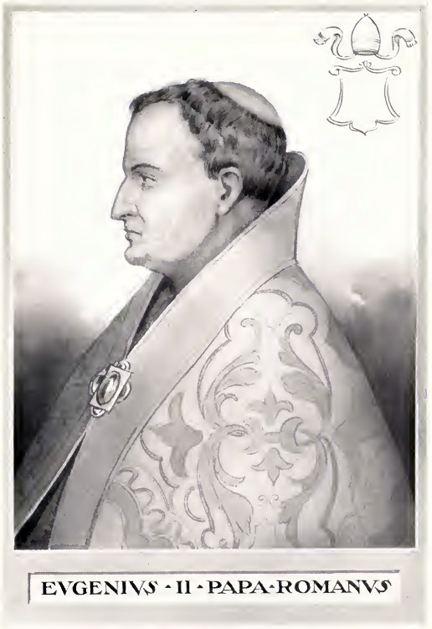
Paus Eugenius II (824-827)

Het jaar 824 is het 24e jaar in de 9e eeuw volgens de christelijke jaartelling.

## Gebeurtenissen

### Europa
- Keizer Lodewijk I ("de Vrome") verwerft door de "Constitutio Romana" in de Kerkelijke Staat keizerlijke rechten. Hiermee krijgt hij toezicht op de rechtspraak en neemt de "Eed van Trouw" af van de nieuwgekozen pausen.
- Ínigo Íñiguez Arista, Frankische markgraaf, komt met steun van het kalifaat Córdoba in opstand tegen het Frankische Rijk. Hij wordt in Pamplona uitgeroepen tot koning van Navarra (huidige Spanje).

### China
- 25 februari - Keizer Mu Zong overlijdt na een regeerperiode van 4 jaar tijdens een incident bij het spelen van polo. Hij wordt opgevolgd door zijn 15-jarige zoon Jing Zong als heerser van het Chinese Keizerrijk.

## Religie
- In opdracht van Paschalis I wordt in Rome de kerk Santi Giovanni e Paolo herbouwd.
- 11 februari - Paus Paschalis I overlijdt na een pontificaat van 7 jaar. Hij wordt om zijn strenge bewind zo gehaat dat de inwoners van Rome in opstand komen en zijn begrafenis verhinderen. Na enige weken (8 mei) wordt hij door Eugenius II opgevolgd. Eugenius wordt gekozen als de 99e paus van de Katholieke Kerk.

## Geboren
- Ibn Majah, Perzisch hadithverzamelaar (overleden 887)
- Tirmidhi, Perzisch hadithverzamelaar (overleden 892)

## Overleden
- Heizei (50), keizer van Japan
- 25 februari - Mu Zong (29), keizer van het Chinese Keizerrijk
- 11 februari - Paschalis I, paus van de Katholieke Kerk
- 5 maart - Suppo I, Frankisch edelman